# Paul Arnold (Politiker, 1856)
Paul Wilhelm Arnold (* 13. Februar 1856 in Greiz; † 7. Mai 1928 ebenda) war ein deutscher Unternehmer und Politiker.

## Leben
Arnold war der Sohn des Fabrikanten Christian Friedrich Arnold. Der Vater war Gründer der Weberei Friedrich Arnold in Greiz. Die Mutter war Luise Wilhelmine geborene Fickert aus Greiz. Arnold war evangelisch-lutherischer Konfession und heiratete am 27. September 1883 in Glauchau Melanie Camila Klinkhardt (* 26. Juni 1864 in Glauchau; † 27. September 1933 in Greiz), die Tochter des Kaufmanns Friedrich Theodor Klinkhardt aus Glauchau.
Er besuchte die Volksschule in Plauen und machte danach eine kaufmännische Lehre. Ab dem 30. November 1878 war er Teilhaber des väterlichen Unternehmens. Das Unternehmen expandierte in der Folgezeit. 1894 machte Arnold seine erste Geschäftsreise in die Vereinigten Staaten.
Arnold trat auch als Stifter hervor. 1903 gründete er die "Wilhelmine-Luisen-Stiftung" für die Mitarbeiter im Ruhestand und eine Stiftung zugunsten der Gemeinde Langenwetzendorf, wo er 1886 eine neue Fabrik hatte errichten lasen. 1898 bis 1923 war er auch Präsident der Handelskammer für das Fürstentum Reuß älterer Linie.
Er vertrat konservative Positionen und war 1903 bis 1906 Mitglied des Gemeinderats von Greiz. Von 1903 bis zum 3. Januar 1919 gehörte er als vom Fürsten ernanntes Mitglied dem Greizer Landtag an. Ab 1913 war er dort Alterspräsident.

## Gebäude

### Villa Paul Arnold
Die Villa Paul Arnold ist eine denkmalgeschützte Villa in Greiz (Carolinenstraße 32) und Wohnsitz von Paul Arnold. Das Gebäude wurde um 1856 durch Baumeister Ullrich errichtet und 1858 an Christian Friedrich Arnold verkauft. Im Jahr 1860 erwarb Arnold noch das Grundstück Oststraße 22 und ließ dort Wohn- und Fabrikbauten errichten. Die Grundstücke Carolinenstraße 32 und Oststraße 22 sind über die Rückseite verbunden. Nach dem Tod des Vaters lebte Paul Arnold in der zweigeschossigen, siebenachsigen Villa.

### Sommerhaus Paul Arnold
Das Sommerhaus Paul Arnold ist eine denkmalgeschützte Villa in Greiz (Leonhardtstraße 64) und diente Paul Arnold als Sommerhaus. Arnold ließ die Villa 1876 durch die Greizer Baufirma Golle & Kruschwitz errichten. Die beiden markanten Ecktürme prägen das Gebäude, das daher im Volksmund als »Turmhaus« bezeichnet wird. Durch Fachwerk in den Obergeschossen, die Umgänge an den Türmen und das
Giebelschnitzwerk erhält die Villa einen Landhauscharakter. Der umgebende Park wurde durch den Fürstlichen Garteninspektor Rudolph Reinecken gestaltet.

### Grabanlage Familie Paul Arnold
Das Familiengrab Paul Arnold besteht aus einer Bronzeskulptur einer Trauernden. Die Skulptur stammt von Hans Dammann.

## Auszeichnungen
- Kommerzienrat (1903)
- Geheimer Kommerzienrat (1912)
- Fürstliches Ehrenkreuz III. Klasse (1907)
- Krone zum Fürstlichen Ehrenkreuz III. Klasse (1909)
- Fürstliches Reuß jüngerer Linie Ehrenkreuz III. Klasse (1894)